# Далль’Ока Бьянка, Анджело
Франческо Бенальо (итал. Angelo Dall’Oca Bianca; 31 марта 1858, Верона, Ломбардо-Венецианское королевство — 18 мая 1942, Верона, Королевство Италия) — итальянский живописец, писавший картины в стиле постимпрессионизма. Один из самых известных художников времён фашистской эры в Италии.

## Биография

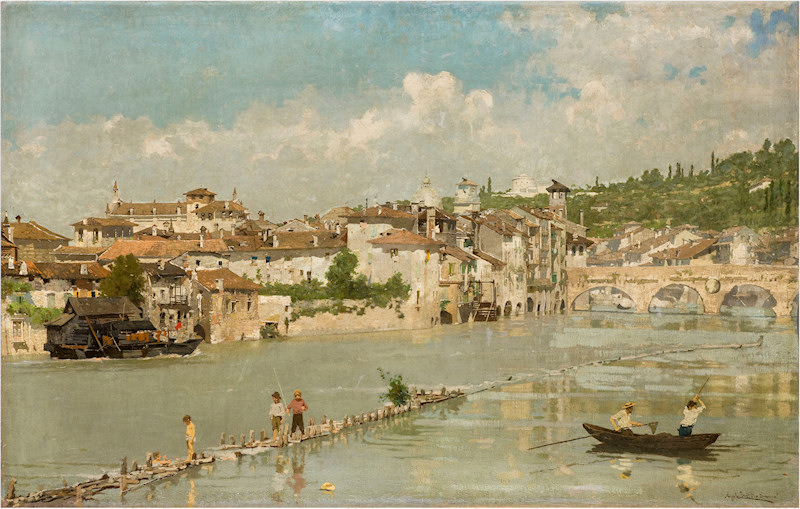
«Песчаные рыбаки, или Верона» (ок. 1884). Холст, масло. Собрание Фонда Карипло, Милан

Родился в 1858 году в Вероне в семье бедного художника, переехавшего в город из местечка Дзевио. Вскоре после его рождения семья преодолела материальные затруднения. Отец будущего художника хотел сделать из него хозяина ресторана. Далль Ока ушёл из дома и жил на улицах Вероны до смерти отца. Чтобы содержать овдовевшую мать, он стал подрабатывать художником-подмастерьем. По совету скульптора Уго Дзаннони в 1874 году Далль Ока поступил в академию Чиньяроли, где обучался у Наполеоне Нани. В годы учёбы он познакомился с художником Джакомо Фавретто, который стал для него учителем и другом.
Известность к живописцу пришла вскоре после того, как он стал выставляться. В самом начале творческой карьеры к фамилии Далль Ока он добавил слово Бьянка. Его произведения имели успех у зрителей и признание у критиков. Далль Ока много писал в Венеции, где участвовал в местном биеннале, и в Риме, где он познакомился с Джозио Кардуччи и Габриэле Д’Аннунцио. В Риме художник был представлен королеве Маргарите Савойской, которая заказала ему несколько полотен. Его картины охотно приобретали музеи и известные коллекционеры того времени в Париже, Барселоне, Чикаго. За рубежом выставки работ художника прошли в Антверпене, Вене, Мюнхене.
В 1919 году Далль Ока стал постепенно отходить от участия в международной художественной деятельности. Он продолжил выставляться в Вероне и получал за свои картины награды. В 1939 году им открыта деревня, построенная на его пожертвования, которую он завещал расширить. Деревня была построена художником для бездомных жителей родного города. В 1941 году Далль Ока составил завещание, по которому все свои деньги и картины он оставил беднякам города Вероны. Художник умер 18 мая следующего года.